# Sympathy for the Devil
Sympathy for the Devil è una canzone dei Rolling Stones, traccia iniziale dell'album Beggars Banquet del 1968. Si tratta di uno dei brani più celebri della band. È annoverata al 32º posto nella lista delle 500 migliori canzoni di sempre redatta dalla rivista Rolling Stone nel 2004. Nella riedizione del 2021 della stessa lista, il brano è stato collocato alla posizione 106.

## Il brano

### Ispirazione
Sympathy for the Devil viene accreditata al duo compositivo costituito da Mick Jagger & Keith Richards, anche se la canzone può essere considerata principalmente una composizione del solo Jagger. Il testo del brano viene cantato da Jagger in prima persona dal punto di vista narrativo di Lucifero.
Nel corso di una intervista del 1995 rilasciata alla rivista Rolling Stone, Jagger disse: «Penso che l'ispirazione venne da una vecchia idea di Baudelaire, credo, ma potrei sbagliarmi. Alle volte quando rileggo i miei libri di Baudelaire, non la ritrovo. Ma era un'idea che rubai ad uno scrittore francese. Ne presi solo un paio di frasi e le ampliai. La scrissi come una sorta di canzone alla Bob Dylan». In realtà la memoria di Jagger è fallace, poiché la tematica del brano è chiaramente desunta dal romanzo dello scrittore russo Michail Afanas'evič Bulgakov Il maestro e Margherita pubblicato tra il 1966 e il 1967, dove il Diavolo viene descritto come un affabile gentiluomo dell'alta società moscovita. Musicalmente fu Richards a suggerire il cambiamento di tempo e ad aggiungere le percussioni, trasformando il brano da una canzone folk a un samba rock.

### Registrazione
La registrazione di Sympathy for the Devil, ancora provvisoriamente intitolata The Devil Is My Name, ebbe inizio agli Olympic Studios di Londra il 4 giugno 1968 protraendosi fino al giorno successivo; sovraincisioni varie furono effettuate l'8, il 9, e il 10 giugno. I musicisti inclusi nella registrazione compresero anche Nicky Hopkins al piano, Rocky Dijon alle congas e Bill Wyman alle maracas. Oltre alle parti di chitarra elettrica (celebre l'assolo centrale al vetriolo), anche il basso venne suonato da Keith Richards nella canzone proprio perché Wyman era impegnato alle maracas.
La canzone partì come brano in stile folk evolvendo poi, dopo ripetuti tentativi, in un samba indiavolato. La strofa del testo che si riferisce all'assassinio dei fratelli Kennedy, John e Robert, venne modificata quando quest'ultimo, proprio mentre la canzone era in lavorazione, venne assassinato a Los Angeles il 6 giugno 1968. Le parole cambiarono da "Who killed Kennedy?" a "Who killed the Kennedys?" (al plurale): 
(Jimmy Miller da una dichiarazione del 14 dicembre 1968.)
Nel libro del 2003 According to the Rolling Stones, a proposito della canzone Watts affermò: «Sympathy è una di quelle canzoni dove provammo di tutto. La prima volta in assoluto che la sentii fu quando Mick me la suonò davanti alla porta di casa mia nel Sussex... La suonava interamente da solo... ed era fantastica. Provammo un sacco di diversi modi nei quali suonarla; alla fine suonai un ritmo jazz latino nello stile di Kenny Clarke in A Night in Tunisia - non proprio lo stesso ritmo, ma nel medesimo stile».

### Analisi e controversie

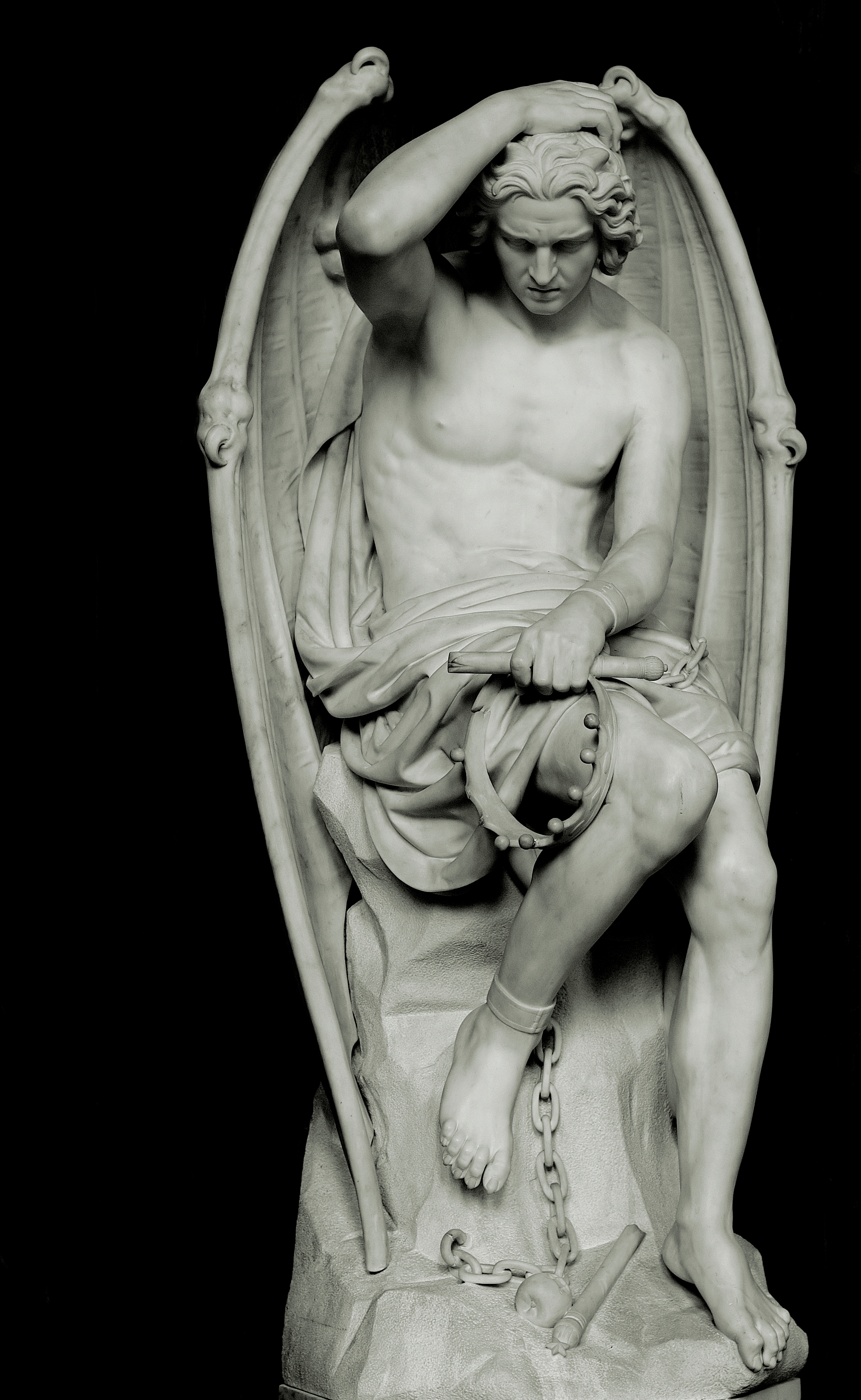
Una scultura rappresentante Lucifero conservata nella cattedrale di San Paolo a Liegi, in Belgio

La canzone, interpretata con una certa veemenza da Mick Jagger, consiste in una narrazione in prima persona del punto di vista di un soave e dotto Lucifero. Si noti che il testo della canzone ha probabilmente tratto ispirazione da una copia del romanzo Il Maestro e Margherita di Michail Afanas'evič Bulgakov, che Marianne Faithfull aveva regalato a Jagger poco tempo prima: alla sua prima apparizione, Satana, nel romanzo di Bulgakov, si presenta con queste parole:
Sympathy for the Devil inizia con:
(Incipit di Sympathy for the Devil)
Aiutato da un sottofondo ritmico ispirato al samba, che con l'avanzare della canzone aumenta d'intensità, il cantante riporta freddamente le pagine più brutte della storia dell'umanità, dando un sonoro avvertimento a chi lo ascolta:
(Dal testo della canzone Sympathy for the Devil)
Al tempo della pubblicazione di Beggars Banquet i Rolling Stones avevano già sollevato polemiche per i testi di alcune canzoni con riferimenti sessuali (ad esempio Let's Spend the Night Together) e per una presunta adesione al satanismo (il loro precedente album, pur mancando di espliciti riferimenti al diavolo, si intitolava Their Satanic Majesties Request), Sympathy for the Devil non poté che suffragare la tesi dei fondamentalisti cristiani: cioè che i Rolling Stones (e più in generale tutti i musicisti rock) erano adoratori di Satana e pertanto costituivano un danno per i giovani che li ascoltavano. Un'altra interpretazione del testo suggerisce tuttavia che il diavolo sia l'uomo stesso: non a caso sono citati episodi, come la Guerra dei Cent'anni («I watched with glee while your Kings and Queens fought for ten decades for the Gods they made», in italiano "Guardavo con gioia mentre i vostri re e regine combattevano per dieci decenni per gli Dei che avevano creato"), gli assassinii di John Fitzgerald Kennedy e Robert Kennedy («I shouted out "Who killed the Kennedys?" when after all it was you and me», in italiano "Ho urlato "Chi uccise i Kennedy?" quando dopo tutto siamo stati tu ed io"), la Rivoluzione d'ottobre («I stuck around St. Petersburg when I saw it was a time for a change, killed the czar and his ministers», in italiano "Vagavo per San Pietroburgo quando vidi che era tempo di cambiare, uccisi lo zar e i suoi ministri") o la seconda guerra mondiale («I rode a tank, held a general's rank while the blitzkrieg raged, and the bodies stank», in italiano "Guidavo un carro armato, avevo il grado di generale mentre la guerra lampo infuriava, e i cadaveri si decomponevano"), le cui atrocità sono da imputarsi esclusivamente al genere umano. Particolarmente significativo al riguardo è anche il seguente passaggio: «Just as every cop is a criminal, and all the sinners saints, As head is tail, just call me Lucifer, 'cause I'm in need of some restraint»; in italiano: "Così come ogni poliziotto è un criminale ed ogni peccatore un santo, come la testa è la coda, tu chiamami pure Lucifero, perché ho bisogno di una qualche moderazione". Questo passaggio potrebbe alludere ad una duplicità intrinseca nell'animo umano, ad una componente di egoismo e, volendo, malvagità, presente in ogni uomo che viene estrinsecata sotto forma di un'entità autonoma, Lucifero appunto, per poterla assoggettare ad un più facile controllo ("'cause I'm in need of some restraint"). La realtà, più difficile da accettare, è proprio questa, e cioè che "Lucifero" è dentro ogni uomo, e in determinati momenti della storia (Guerra dei Cent'anni, Seconda Guerra Mondiale, la condanna di Cristo al martirio della crocifissione, l'assassinio dei Kennedy, seguendo gli eventi citati nel testo, anche se è possibile trovare moltissimi altri periodi "bui" della storia del genere umano) emerge e diviene preponderante su quella che è la componente "buona" parimenti presente nell'animo umano. Infine, qualcuno arrivò anche a scorgere un malizioso riferimento ai Beatles e al loro viaggio spirituale in India nella strofa «And I lay traps for troubadours who get killed before they reach Bombay» ("E piazzai delle trappole per i cantastorie che rimasero uccisi prima di raggiungere Bombay").

### Satanismo & Rolling Stones
(Mick Jagger da un'intervista del 1995 rilasciata alla rivista Rolling Stone)

Il pentacolo con la punta rivolta in basso è un simbolo frequente del Satanismo.

Il malevolo personaggio creato da Jagger per la canzone si rivelò così efficace da aleggiare come uno spettro sulla band per anni e anni con il sospetto del presunto satanismo del brano, ed ebbe come conseguenza quella di avvolgere la carriera degli Stones sotto una luce sinistra per un determinato periodo di tempo. Gli avvenimenti successivi alla pubblicazione della canzone, come la morte di Brian Jones, e il sanguinoso disastro del concerto di Altamont, episodi entrambi accaduti nel 1969, furono imputati a posteriori al cattivo karma retaggio di Sympathy for the Devil. Anche se Marianne Faithfull nella sua autobiografia del 1994 definì la canzone "puro satanismo di cartapesta" e Jagger stesso ribadì più volte che essa non era un'esaltazione delle pratiche di magia nera, rifiutandosi anche di credere che potesse aver ispirato futuri generi musicali estremi come il black metal nel mondo del rock. La composizione venne considerata dal grande pubblico l'inno proibito "definitivo", una trascinante, ipnotica e scandalosa ode a Satana, espressione massima di quella pericolosità innata insita nel rock and roll. Innegabilmente la band giocò con questa immagine "diabolica e maledetta" per parecchio tempo ricavandone molta pubblicità. Jagger si era già dilettato con l'occultismo facendo amicizia per un breve periodo con il regista underground Kenneth Anger (secondo alcuni uno degli ispiratori della canzone stessa), componendo al sintetizzatore Moog la colonna sonora per il suo cortometraggio Invocation of My Demon Brother, che vedeva tra i suoi protagonisti anche un futuro complice di Charles Manson, Robert "Bobby" Beausoleil, e il fondatore della "Chiesa di Satana" californiana Anton LaVey. Inoltre, nei primi anni settanta, Keith Richards e la sua compagna dell'epoca Anita Pallenberg, si interessavano veramente di magia nera ed occultismo in generale, sembrando incoraggiare gli altri membri del gruppo a fare altrettanto. E ci fu persino chi ravvisò nella morte improvvisa del loro figlioletto Tara di soli due mesi, avvenuta nel 1976 per cause ignote, la "giusta punizione" per questa pericolosa frequentazione con l'occulto.
In una intervista data alla rivista Creem, Jagger disse: «[Quando la gente iniziò a definirci adoratori del Diavolo], pensai che fosse una cosa molto stupida, perché si trattava solo di una canzone, dopotutto. Non si trattava di un intero disco pieno di messaggi satanici incisi alla rovescia. Le persone sembrarono sposare quel tipo di immagine in maniera eccessiva, [e] viene portata avanti ancora oggi nei gruppi heavy metal di adesso».
Circa il cambio di immagine della band nella percezione pubblica dopo la pubblicazione di Sympathy for the Devil, Richards così si espresse nel corso di una intervista del 1971 a Rolling Stone: «Prima, eravamo solo un gruppo di ragazzi innocenti che volevano divertirsi, e dicevano di noi "sono cattivi, sono cattivi". Oh, sono malvagio, davvero? Così ciò mi fece iniziare a riflettere sul male... Cos'è il Male? Parte di noi. Non so quante persone pensino a Mick come a un diavolo, o solo come a un buon cantante rock, o che altro? Ci sono stregoni di magia nera che ci credono agenti segreti di Lucifero ed altri che pensano che noi siamo Lucifero stesso. Tutti sono Lucifero».
Contrariamente a ciò che venne affermato all'epoca, era Under My Thumb e non Sympathy for the Devil la canzone che i Rolling Stones stavano eseguendo quando Meredith Hunter venne ucciso durante il concerto di Altamont. La leggenda nacque perché nei primi articoli sull'accaduto apparsi su Rolling Stone venne erroneamente riportato che l'omicidio aveva avuto luogo durante Sympathy for the Devil, ma gli Stones avevano già suonato Sympathy in precedenza nel corso dell'esibizione; e l'esecuzione era stata interrotta da una rissa nel pubblico per poi proseguire, con Jagger che aveva commentato dal palco: «We're always having--something very funny happens when we start that number». ("Succede sempre qualcosa di strano quando suoniamo questo pezzo").

### Esecuzioni dal vivo
Dopo essere stata accantonata nel corso del tour degli Stones del 1972/73, Sympathy for the Devil è stata occasionalmente eseguita in concerto nel 1975/76, e dal 1989 in poi regolarmente inserita nella scaletta dei concerti. Versioni dal vivo del brano sono state pubblicate sugli album live The Rolling Stones Rock and Roll Circus, Get Yer Ya-Ya's Out!, Love You Live, Flashpoint, e Shine a Light.

## Formazione
- Mick Jagger – voce
- Keith Richards – chitarra elettrica, basso, cori
- Brian Jones – chitarra acustica (non udibile nel mixaggio finale), cori
- Bill Wyman – maracas, cori
- Charlie Watts – batteria, cori, campanaccio
- Jimmy Miller – cori
- Nicky Hopkins – piano
- Rocky Dijon – conga
- Marianne Faithfull e Anita Pallenberg – seconde voci

## Cover e remix
La canzone, estremamente popolare, è stata ampiamente oggetto di cover sin dalla sua pubblicazione, tra cui:
- Una reinterpretazione da parte del gruppo statunitense dei Blood, Sweat & Tears, con un arrangiamento in tre movimenti realizzato da Dick Halligan, nell'album Blood, Sweat & Tears 3 del 1970.
- Una versione firmata dei Jane's Addiction inclusa nell'omonimo album live del 1987.
- Una reinterpretazione degli statunitensi Guns N' Roses registrata nel 1994, utilizzata peraltro da Neil Jordan nella trasposizione su pellicola di Intervista col vampiro di Anne Rice. Il brano ha raggiunto il numero 55 nella Billboard Hot 100 ed è stato incluso nel loro album Greatest Hits. Questa cover è degna di nota per aver causato un incidente che coinvolse il chitarrista in arrivo, Paul "Huge" Tobias, che fu parzialmente responsabile dell'addio del chitarrista Slash che lasciò la band nel 1996. Slash ha descritto la versione della canzone dei Guns N' Roses come "il suono della band che si spezza".[senza fonte]
- Nel 1984, Marius Percali, Piero Fidelfatti, Raff Todesco, Sergio Bonzanni e George Aaron registrarono una versione in lingua italiana di Sympathy for the Devil pubblicata in Italia insieme ad altre loro canzoni come Time Project (titolo album: Prime Time, etichetta: Fly Music – TPF 005/84).
- Nel 1989, la band slovena Laibach pubblicò un EP con sette diverse versioni della canzone, tra le quali una sinfonia wagneriana di stampo fascista e una leggera melodia techno.
- Nel 1999, la band svedese Tiamat ne realizzò una reinterpretazione in chiave gothic metal, inclusa nell'album Skeleton Skeletron.
- Nel 2002, la band rock italiana Death SS ne realizzò una cover inclusa nell'album Humanomalies.
- Nel settembre 2003, la ABKCO Records commercializzò un remix della canzone, con il contributo dei The Neptunes, Fatboy Slim, e Full Phatt.
- Nel 2005, Ozzy Osbourne realizzò una reinterpretazione della canzone inclusa nel box Prince of Darkness. Il quarto disco della collezione, che raccoglieva solo cover, fu pubblicato nuovamente nel tardo 2005 nell'album Under Cover.
- Nel 2006 è stata realizzata una reinterpretazione dub da parte di Freedom Dub.
- Nel 2015 la heavy metal band Motörhead, capitanata dal cantante Lemmy Kilmister, ne ha realizzato una cover inserendola nell'album Bad Magic.

## Riferimenti alla canzone in altre opere
- Nel film del 1968 diretto dal regista francese Jean-Luc Godard One Plus One, è mostrata la genesi della canzone in studio di registrazione da parte degli stessi Stones.
- Compare nella decima punta della prima stagione del telefilm Hunter del 1985.
- Nella versione originale del fumetto di V for Vendetta, al secondo omicidio di V, quest'ultimo si presenta pronunciando i primi due versi della canzone. Tradotto: «Lasciate che mi presenti, sono un uomo ricco... e di buon gusto!»
- Nell'anime Cowboy Bebop, i titoli degli episodi hanno sempre collegamenti musicali. Il sesto episodio si intitola Sympathy for the Devil.
- Sympathy for the Devil è stata inoltre inserita tra le canzoni del videogioco musicale Guitar Hero 5
- La quinta stagione del telefilm Supernatural inizia con un episodio intitolato Sympathy for the Devil, ennesimo riferimento alla musica rock presente nella serie.
- La canzone è stata utilizzata in versione originale nel videogioco Call of Duty: Black Ops, nella missione Luogo dello schianto, rievocando le atmosfere di Platoon e Apocalypse Now.
- Sympathy for the Devil è il nome della puntata numero 23 dell'anime Witch Hunter Robin
- In un numero del fumetto John Doe, il protagonista accende la radio e ascolta i primi versi della canzone.
- La canzone è stata utilizzata nello spot televisivo della Eau sauvage di Dior 2011
- La canzone fa parte della colonna sonora del film The Fan - Il mito di Tony Scott, 1996.
- Il titolo della canzone viene anche citato attraverso un gioco di parole nel titolo del diciannovesimo episodio della quarta stagione della serie C'era una volta, Sympathy for the De Vil, in cui il personaggio analizzato è quello di Crudelia De Mon (in inglese Cruella De Vil).
- La puntata dodici della quinta stagione di Grey's Anatomy è intitolata proprio Sympathy for the Devil.
- la nona puntata della sesta stagione di One Tree Hill è intitolata Sympathy for the Devil
- La canzone è presente nel film Focus - Niente è come sembra di Glenn Ficarra e John Requa, 2015.
- Una parte del brano compare altresì nel film del 2016: Suicide Squad, diretto da David Ayer.
- Sympathy for the Devil - il Diavolo non è poi così male è il titolo del romanzo Urban Fantasy di Lily Lorenzini, pubblicato nel 2019 ed edito da La Ruota Editore.
- Nell'incipit del film La setta di Michele Soavi (1991) abbiamo il satanista Damon che compare improvvisamente fra un gruppo di hippie, accampati in una zona desertica. Quando gli viene domandato chi sia, egli risponde citando sinistramente una strofa di Sympathy for the Devil.
- Nella versione dei Guns N' Roses, è la canzone di chiusura del film Intervista col vampiro di Neil Jordan del 1994.
- È la canzone di chiusura del film del 1998 Il tocco del male - Fallen con Denzel Washington.
- Compare come brano di apertura del primo episodio della prima stagione della serie Netflix FUBAR (2023), dove Luke Brunner (Arnold Schwarzenegger), entra in azione accendendosi un sigaro, gettandolo subito dopo dentro ad un cassonetto della spazzatura di un vicolo di Anversa.